# Лейк (округ, Південна Дакота)
Шаблон:StateAbbr_ 44°01′ пн. ш. 97°07′ зх. д. / 44.02° пн. ш. 97.12° зх. д.
Округ Лейк (англ. Lake County) — округ (графство) у штаті Південна Дакота, США. Ідентифікатор округу 46079.

## Історія
Округ утворений 1873 року.

## Демографія
За даними перепису 2000 року загальне населення округу становило 11276 осіб, зокрема міського населення було 6097, а сільського — 5179. Серед мешканців округу чоловіків було 5632, а жінок — 5644. В окрузі було 4372 домогосподарства, 2830 родин, які мешкали в 5282 будинках. Середній розмір родини становив 3.
Віковий розподіл населення поданий у таблиці:
| Стать    | До 15 років | 15-21 | 22-29 | 30-39 | 40-49 | 50-65 | 65-85 | Понад 85 |
| -------- | ----------- | ----- | ----- | ----- | ----- | ----- | ----- | -------- |
| Чоловіки | 1044        | 946   | 563   | 640   | 861   | 798   | 688   | 92       |
| Жінки    | 1035        | 835   | 443   | 627   | 861   | 780   | 875   | 188      |

## Суміжні округи
- Брукінґс — північний схід
- Муді — схід
- Міннігага — південний схід
- Маккук — південний захід
- Майнер — захід
- Кінґсбері — північний захід

## Виноски
1. ↑  US Decennial Census. US Census Bureau. Архів оригіналу за 19 липня 2018. Процитовано 28 березня 2015.
2. ↑  Historical Census Browser. University of Virginia Library. Архів оригіналу за 11 серпня 2012. Процитовано 28 березня 2015.
3. ↑  Forstall, Richard L., ред. (27 березня 1995). Population of Counties by Decennial Census: 1900 to 1990. US Census Bureau. Архів оригіналу за 28 грудня 2008. Процитовано 28 березня 2015.
4. ↑  Census 2000 PHC-T-4. Ranking Tables for Counties: 1990 and 2000 (PDF). US Census Bureau. 2 квітня 2001. Архів оригіналу (PDF) за 18 грудня 2014. Процитовано 28 березня 2015.
5. ↑  State & County QuickFacts. Бюро перепису населення США. Архів оригіналу за 7 червня 2011. Процитовано 25 листопада 2013.(англ.) Наведено за англійською вікіпедією.
6. ↑  American FactFinder. Бюро перепису населення США. Архів оригіналу за 26 лютого 2012. Процитовано 31 січня 2008.

| США | Це незавершена стаття з географії США. Ви можете допомогти проєкту, виправивши або дописавши її. |